# تراتی، راولپندی
تراتی (به انگلیسی: Tarati) یک روستا در پاکستان است که در راولپندی واقع شده‌است. تراتی ۱٬۵۶۰ نفر جمعیت دارد.